# Берн (Канзас)
Берн (англ. Bern) — місто (англ. city) в США, в окрузі Немага штату Канзас. Населення — 161 особа (2020).

## Географія
Берн розташований за координатами 39°57′41″ пн. ш. 95°58′16″ зх. д. / 39.96139° пн. ш. 95.97111° зх. д. (39.961337, -95.971150).  За даними Бюро перепису населення США в 2010 році місто мало площу 0,74 км², уся площа — суходіл.

## Демографія
Згідно з переписом 2010 року, у місті мешкало 166 осіб у 81 домогосподарстві у складі 45 родин. Густота населення становила 224 особи/км².  Було 95 помешкань (128/км²).
Расовий склад населення:
| - 91,0 % — білих - 3,0 % — корінних американців - 0,6 % — чорних або афроамериканців - 3,0 % — осіб інших рас |

До двох чи більше рас належало 2,4 %. Частка іспаномовних становила 6,0 % від усіх жителів.
За віковим діапазоном населення розподілялося таким чином: 18,7 % — особи молодші 18 років, 61,4 % — особи у віці 18—64 років, 19,9 % — особи у віці 65 років та старші. Медіана віку мешканця становила 43,5 року. На 100 осіб жіночої статі у місті припадало 107,5 чоловіків;  на 100 жінок у віці від 18 років та старших — 107,7 чоловіків також старших 18 років.
Середній дохід на одне домашнє господарство  становив 56 749 доларів США (медіана — 51 250), а середній дохід на одну сім'ю — 62 947 доларів (медіана — 56 563). За межею бідності перебувало 13,5 % осіб, у тому числі 20,8 % дітей у віці до 18 років та 6,5 % осіб у віці 65 років та старших.
Цивільне працевлаштоване населення становило 112 особи. Основні галузі зайнятості: виробництво — 25,9 %, мистецтво, розваги та відпочинок — 19,6 %, освіта, охорона здоров'я та соціальна допомога — 11,6 %, сільське господарство, лісництво, риболовля — 10,7 %.